# Моя доля
«Моя доля» — радянський трьохсерійний телевізійний художній фільм 1974 року, знятий режисером Леонідом Пчолкіним за п'єсою Георгія Мдівані «Твій дядя Міша». Прем'єра фільму відбулася 2 травня 1974 року на телебаченні СРСР.

## Сюжет
Основна дія фільму відбувається на початку 1970-х років в Москві. Також дія розгортається — в кінці 1910-х років — під час спогадів головного героя. Після довгих років відсутності в Москву повертається генерал Михайло Єрмаков і поселяється в будинок в Бобровому провулку, де народився і виріс. Його сусіди — фізик Борис Барабанов і його мати Поліна Вікторівна. Борис не підозрює, що є онуком Єрмакова. Під час прогулянок по Москві генерал Єрмаков згадує свою молодість — перші роки після революції, коли він почав працювати в ВЧК і закохався в Людмилу, дочку адвоката і контрреволюціонера Геннадія Барабанова. Після важкого поранення Михайло повернувся додому, дізнавшись новини про загибель батьків і смерть при пологах Людмили. Мати Людмили відмовилася віддати сина Михайла, а сам Михайло був спрямований по роботі в закордонне відрядження, яка розтягнеться на довгі роки. Михайло тільки знав, що син його Борис загинув під час Великої Вітчизняної війни, а онук, теж Борис, виріс і став ученим. І тільки повернення Михайла в Москву нарешті дозволило їм зустрітися.

## У ролях
- Іван Лапиков — Михайло Миколайович Єрмаков, генерал КДБ у відставці
- Євген Євстигнєєв — Тимофій Кожухов, двірник, батько Павла Тимофійовича / Павло Тимофійович Кожухов (в зрілості), колишній водопровідник
- В'ячеслав Расцвєтаєв — Володимир Костянтинович Зубарєв, начальник ВЧК в кінці 1910-х років
- Владислав Стржельчик — Геннадій Олександрович Барабанов, адвокат, контрреволюціонер, батько Людмили в кінці 1910-х років
- Андрій Мягков — Георгій Петрович Сабуров, чекіст
- Євген Кіндінов — Борис Барабанов, фізик, онук Михайла Єрмакова
- Галина Волчек — Ольга Дмитрівна Нефьодова, анархістка
- Євген Герасимов — Михайло Єрмаков (в юності)
- Людмила Єфименко — Людмила Геннадіївна Барабанова, дочка Геннадія Барабанова
- Галина Андрєєва — Поліна Вікторівна Барабанова, мати Бориса Барабанова, дитячий лікар (озвучила Антоніна Кончакова)
- Марія Постникова — Олена, подруга Бориса Барабанова
- Анатолій Фалькович — Фелікс Едмундович Дзержинський, голова ВЧК при РНК РРФСР
- Володимир Гостюхін — Павло Тимофійович Кожухов (в юності), син Тимофія Кожухова
- Володимир Кашпур — Герман В'ячеславович Ковальов, комісар ВЧК, сусід Михайла Єрмакова
- Олександр Граве — Микола Єрмаков, батько Михайла Єрмакова, друкарський робітник
- Галина Попова — Ніна Барабанова, мати Михайла Єрмакова
- Галина Калиновська — Ніна Володимирівна, мати Людмили
- Олександр Кирилін — Семен Горшков, анархіст, син Івана Горшкова
- Михайло Постніков — Іван Никифорович Горшков, колишній фабрикант, домовласник
- Раїса Максимова — дружина Івана Горшкова
- Іван Власов — Ігор Іванов, фізик
- Марк Варшавер — Олег Морозов (Мазуров), фізик
- Павло Іванов — Микола Чумаков, фізик

## Знімальна група
- Автор сценарію:  Георгій Мдівані
- Режисер-постановник:  Леонід Пчолкін
- Оператор-постановник: Володимир Ошеров
- Художник-постановник: Володимир Коровін
- Композитор:  Кирило Молчанов
- Текст пісні «Вулиці спогадів»:  Микола Дорізо